# Homaranisme
L’homaranisme, ou homaranismo en espéranto, désigne l’interprétation de L. L. Zamenhof de l'Hillelisme et son élargissement à toute l’humanité. Cette doctrine postule que chacun doit voir et aimer tous les humains comme ses frères et sœurs, quels que soient leur religion et leur pays d'origine.

## Étymologie
La traduction d'homaranismo par homaranisme en français lui fait perdre une grande partie de sa substance. En effet, l'espéranto est une langue agglutinante, où les suffixes peuvent s'ajouter. On peut ainsi créer de nombreux mots à partir d'un nombre réduit de racines. Ainsi, la racine homo signifie être humain ; le suffixe -ar- donne l'idée d'ensemble, homaro signifie humanité ; le suffixe -an- signifie membre d'un groupe ; il semble s'annuler avec le suffixe -ar-, mais insiste sur l'idée d'appartenance à ce groupe ; on pourrait donc le traduire par « membre de l'humanité » ; enfin, le suffixe -ism- décrit une doctrine, une philosophie. Il s'agit donc d'une doctrine qui consiste en l'idée de se considérer en tant que membre de l'humanité.

## Développement
S'appuyant sur la pensée du Sage Hillel (Ier siècle), qui peut se résumer en « Ne fais pas à autrui ce que tu ne voudrais pas qu'on te fît. », Zamenhof a d'abord appelé sa philosophie l'hillelisme, souhaitant réformer le judaïsme pour que celui-ci ne soit plus la cible de la propagande antisémite et des pogroms. Commençant sa réflexion sur l'hillelisme aux alentours de 1900, il vient à la conclusion que cette philosophie pourrait être un pont entre les religions et non se restreindre au judaïsme. En 1906,  il publie anonymement à Saint-Pétersbourg une brochure intitulée Homaranismo, présentant une version plus englobante, cherchant à neutraliser le concept, sur le modèle de la langue neutre et d'une religion neutre, voire un « pont qui pourrait relier pacifiquement toutes les religions existantes et plus tard, petit à petit, les fusionner ».
Lors du deuxième Congrès mondial d'espéranto en 1906, Zamenhof voulut énoncer ses principes de l'homaranisme, mais se ravisa, probablement sous l'influence des espérantistes français tels que Louis de Beaufront, prépondérants à la préparation du congrès, et chez qui la loi de séparation des Églises et de l'État venait d'être votée. Les principes de l'homaranisme peuvent cependant se rapprocher de l'idée de religion civile de Jean-Jacques Rousseau. Zamenhof, dans son discours, se limita alors à parler d'idée interne, qui n'est un devoir pour aucun espérantiste, et relève du privé. Cette idée interne signifie que pour certains espérantistes, l'espéranto n'est pas qu'une langue, mais que son apprentissage et sa pratique sont liés à une volonté de faire tomber les barrières entre les peuples.
Zamenhof ne parvint pas à fonder un mouvement pour l'homaranisme, mais l'idée reçut de nombreuses sympathies, dont celle de nombreux pacifistes. On peut noter également des similarités avec la foi bahá'íe, dont la fille cadette de Zamenhof, Lydia, fut adepte. Le Bahaïsme cherchant l'unité de l'humanité, son prophète avait écrit qu'il fallait choisir « une langue unique pour l'usage de tous sur terre et adopte[r] de même une écriture commune ».

## Extraits de la déclaration de l'Homaranisme
Voici un extrait de la déclaration de l'Homaranisme, publiée en espéranto en 1913 et disponible sur Wikisources.
Note : cette traduction est effectuée à partir de Wikisource ; pour ne pas alourdir le texte qui suit, le gento a été traduit par peuple, mais devrait englober les concepts de lignée, peuplade, groupe ethnique, tribu... 

### Préface
La déclaration suivante présente ma croyance politico-religieuse.
Parce que l'on me connaît comme l'auteur de l'espéranto, de nombreuses personnes identifieront peut-être l'homaranisme avec l'espéranto ou avec l'“Idée Interne de l'Espérantisme” — ce serait cependant une erreur. [...]
Je prévois très bien que les ennemis de l'espéranto utiliseront ma déclaration sur l'homaranisme comme arme contre l'espéranto, et ils présenteront au monde mes principes purement privés comme des principes que doivent avoir tous les espérantistes. C'est la raison pour laquelle [...] lors du huitième congrès mondial d'Espéranto, j'ai abandonné tout rôle officiel dans les affaires d'espéranto. [...]
Varsovie, mai 1913.
L. L. Zamenhof

### Déclaration de l'Homaranisme
Je suis un membre de l'humanité (homarano) : ceci signifie que je mène ma vie à l’aide des principes suivants :
I.
Je suis un humain et je regarde l'humanité entière comme une famille ; je regarde le fractionnement de l'humanité en peuples ou communautés religieuses ennemies comme un des plus grands malheurs, qui doit disparaître tôt ou tard, et dont je dois accélérer la disparition autant que possible.
II.
Je vois en chaque humain seulement un humain, et j'apprécie chaque humain seulement selon sa valeur personnelle et ses actes. Je vois comme de la barbarie chaque offense ou oppression envers un humain parce qu'il appartient à un autre peuple, qu'il parle une autre langue, qu'il ait une autre religion ou qu'il fasse partie d'une autre classe sociale que moi.
III.
Je suis conscient que chaque pays n'appartient pas à tel ou tel peuple, mais qu'il appartient de manière égale à tous ses habitants, quels que soient leur origine supposée, leur langue, leur religion et le rôle social qu'ils y jouent. Je vois comme un reliquat des temps barbares où régnait la loi du plus fort toute identification des intérêts d'un pays avec les intérêts d'un peuple qui, sous prétexte de quelque droit historique, se permet de régner sur les autres peuples et leur refuse les droits les plus élémentaires.[...]
V.
Je suis conscient que, dans sa vie privée, chaque humain a le droit entier et indiscutable de parler la langue ou le dialecte qui lui est le plus agréable, et de pratiquer la religion qui le satisfait le plus, mais lorsqu'il communique avec des humains d'autres langues ou religions, il doit s'efforcer d'utiliser une langue neutre et de vivre selon une éthique et une conduite neutres. Je suis conscient que pour [des humains d'un même pays ou d'une même ville], le rôle de langue neutre peut être joué par la langue de ce pays ou de la plupart des habitants de ce lieu, mais que cela doit être vu comme une concession de facilité de la minorité à la majorité, et en aucun cas comme un tribut humiliant que devraient payer les dominés aux dominants. Je suis conscient que, dans les lieux où s'affrontent divers peuples, une langue neutre soit utilisée dans les institutions publiques, ou qu'à défaut, qu'en parallèle de l'enseignement des [locale, régionale...] existent également des écoles et des institutions culturelles de langue neutre[...]
VI.
Parce que conscient que la haine réciproque entre les humains ne cessera jamais tant que les humains ne se seront pas habitués à placer le nom d'“humain” plus haut que le nom de peuple, et parce que le mot trop peu précis “peuple” est trop souvent l'occasion de chauvinisme et de dispute et divise trop souvent entre eux les fils d'un même pays [...], à la demande “de quel peuple es-tu” je réponds que le suis un membre de l'humanité (homarano) [...]
VIII.
Je nomme patriotisme le service pour le bien de tous mes compatriotes, sans distinction de leur origine, langue, religion ou rôle dans la société.[...]
IX.
Conscient que la langue doit être pour l'humain non un but mais un moyen, un outil non de division mais d'union, et que le chauvinisme linguistique est l'une des principales causes de haine entre les humains, je n'accorde jamais à une langue [locale, régionale...] une valeur sacrée, quel que soit mon amour pour celle-ci, et n'en fais jamais mon étendard de bataille.  
[...] Quelle que soit ma langue maternelle ou celle que je parle le plus fréquemment, je dois posséder cette langue neutre que mes contemporains utilisent [...] pour que je n'aie plus besoin d'imposer ma langue aux autres par ma faute et pour que je puisse avoir le droit moral de désirer que les autres ne m'imposent la leur [...]
X.
Conscient que la religion doit seulement être affaire de croyance sincère, mais ne pas jouer le rôle d'outil de division, je nomme ma religion cette religion ou le système qui la remplace et auquel je crois vraiment. Mais quelle que soit ma religion, je l'exerce seulement selon des principes “homaranistes” neutres qui sont les suivants :
a) Je peux nommer du nom de “Dieu” la [...] Force qui est cause de toutes les causes dans le monde matériel et moral, mais je suis conscient que chacun a le droit de se représenter l'essence de cette Force de la manière que lui dicte son cœur ou l'enseignement de son église. Jamais je ne dois haïr ou persécuter quelqu'un parce que sa croyance en Dieu est différente de la mienne.
b) Je suis conscient que l'essence des vraies commandements religieux reposent dans le cœur de chacun sous la forme de sa conscience, et que le principe fondamental pour tous les humains est : agissez avec les autres comme vous voudriez qu'ils agissent avec vous : je vois tout autre aspect de la religion comme des ajouts [...] qu'il ne tient qu'à notre volonté de suivre ou non.
c) Si je ne crois en aucune des religions révélées, je ne dois pas rester dans l'une d'elles seulement pour des raisons ethniques et ainsi induire en erreur les humains quant à mes convictions et perpétuer les divisions, mais je dois - si la loi de mon pays le permet - au grand jour et officiellement me nommer « libre-croyant », sans identifier la libre-croyance à l'athéisme, mais en me réservant une pleine liberté de croyance. [...]